# LPRC Oilers
O Liberia Petroleum Refining Company Oilers, amplamente reconhecido como LPRC Oilers, é um clube de futebol da Libéria, estabelecido na cidade de Monróvia e fundado no ano de 1975.

## Títulos
| Nacionais            | Nacionais | Nacionais                                 | Nacionais |
| Competição           | Títulos   | Temporadas                                |           |
| -------------------- | --------- | ----------------------------------------- | --------- |
| Campeonato Liberiano | 7         | 1991, 1992, 1999, 2002, 2005, 2019 e 2021 |           |